# Malouetia gentryi
Malouetia gentryi är en oleanderväxtart som beskrevs av M.E.Endress. Malouetia gentryi ingår i släktet Malouetia och familjen oleanderväxter. Inga underarter finns listade i Catalogue of Life.